# Владислав Йосафат Сапіга
Владислав Йосафат Сапіга (Сопіга, Сапега; 5 листопада 1652, Косово, нині Білорусь — 13 березня 1733, Вишниці) — державний діяч Речі Посполитої.

## Біографія

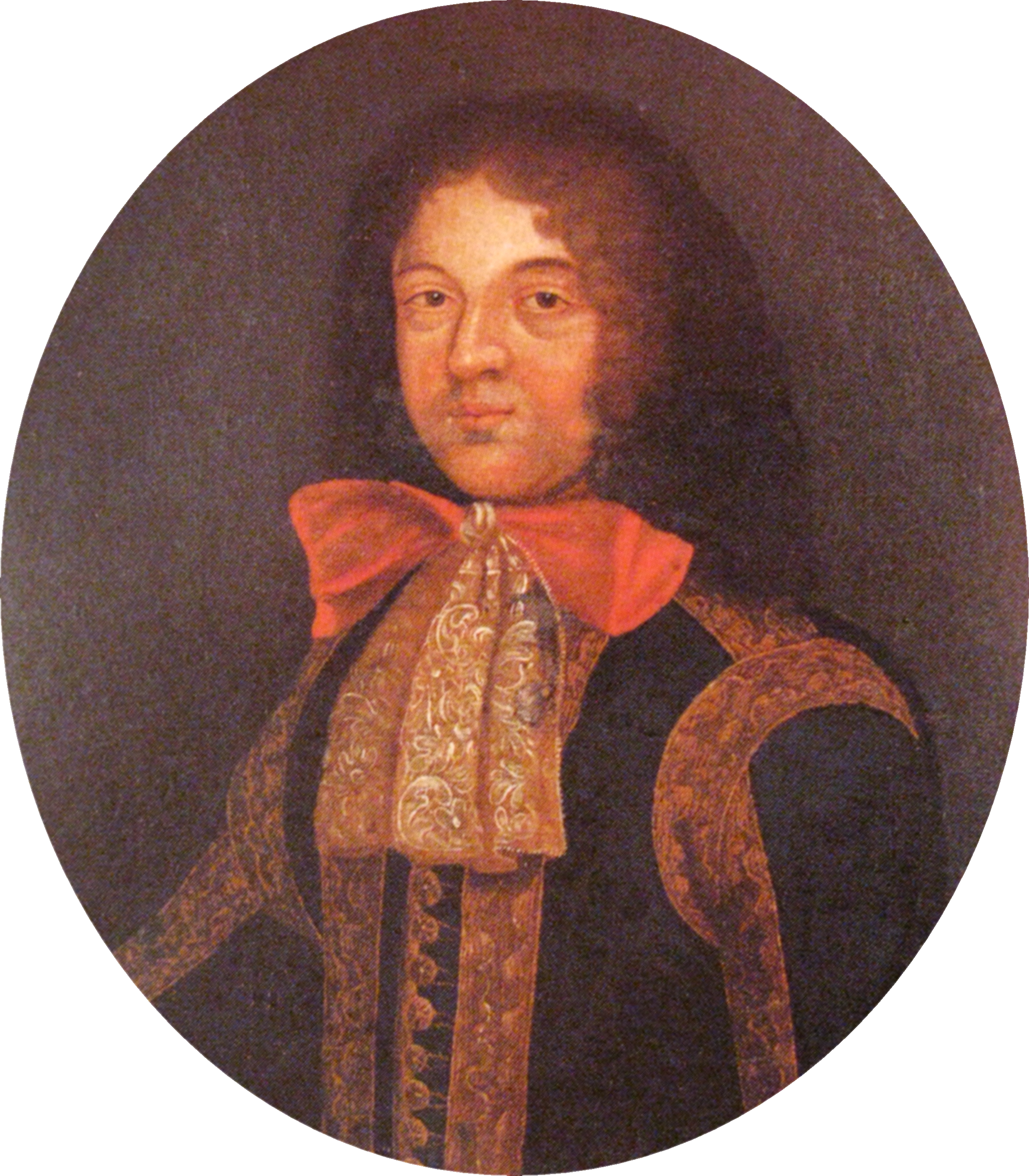
Портрет батька

Владислав Йосафат Сапіга — син литовського крайчого Кшиштофа Францішека (Христофора Франтишка) Сопіги (1625—1665) та його дружини — Олени (Гелени) з князів Соломерецьких. Батько Кароля Юзефа. Вчився в єзуїтських колегіумах у Любліні і Брунсберґу (Браневі), університетах Праги і Відня. Подорожував по Німеччині, Франції та Іспанії.

### Служба
Учасник польсько-турецької війни 1672 — 1676 років, битви під Хотином 1673 року, української компанії Михайла Казимира Паца 1674 року.
Правдоподібно, після брата Андрія Франтішка отримав посаду червоногородського старости перед 3 грудня 1680 року. Недовго був сокальським старостою, а чашником литовським з лютого 1681 до 1684. Під час Віденської відсічі в 1683 році перебував у війську в Угорщині і Словаччині. Крайчий литовський з 20 травня 1684 до 1699. В 1684 році посідав уряд плоцького старости. В 1689 посол Сейму. Депутат Литовського Трибуналу. В 1691 віце-маршалок Коронного Трибуналу.
На виборах короля 1697 підтримав кандидатуру князя Франциска Людвіка Бурбона-Конті. Воєвода мінський з 14 січня 1699 до 1709. Під час Північної війни був прихильником короля Августа II Фрідріха. В 1702 році війська Карла ХІІ руйнують резиденцію Владислава Йосафата — Вишничі. 11 липня 1705 підписав під Берестям Сандомирську конфедерацію. Під тиском родини в липні 1707 року визнав королем Станіслава Лещинського. В 1708 році «вистарався» бути депутатом Коронного трибуналу від Брацлавського воєводства, бо хотів «допильнувати» процесу з донькою Йоанною.
Воєвода берестейський з 1709 по 1733. З 1709-го — ротмістр пятигорської хоругви. на початку вересня 1709 — речник Яна казимира Сапеги. В 1713 маршалок Литовського Трибуналу. Одночасно депутат Коронного Трибуналу. В 1720 посол Сейму. В 1729 році зорганізував в ВКЛ конфедерацію в підтримку Станіслава Лещинського. Весною 1730 намагався отримати посаду троцького воєводи.

### Релігійні погляди
Фундував у Жещинці унійну церкву.

### Господарська діяльність, власність
На прохання Владислава Йосафата король Август II Фрідріх в 1715 році дозволив проводити у Вишницях крім двох вже існуючих ярмарок ще дві нових.
Успадкував частину обтяжених боргами маєтків батька, стрия Олександра — віленського біскупа, тому 1685 року продав Білиничі (Вітебське воєводство) за 300 000 польських злотих Катерині Радзивілл.

### Сім'я
Перша дружина — донька Петра Даниловича Урсула (пол. Urszula Daniłowicz), удова дідича Бучача, Золотого Потоку, брацлавського воєводи Яна Потоцького; шлюб 1683 року. Розлучилися 1693 року, акт розлучення дав луцький архидиякон Казимир Годлевський; дитина — Йоанна (23.6.1678—1726?), з 1700 року — дружина берестейського каштеляна Кшиштофа Дуніна-Раєцького. 
Друга дружина — лютеранка Людвіка Марія фон Ґольц-Красіньська († початок березня 1696), вдова з 1683 року мазовецького воєводи Войцєха Красіньського. Вона викупляла заставлені маєтки В. Й. Сапіги, в 1692 році взяла в нього у заставу Вишничі з Ровянами, може, відступила Плоцьке та Плонське староства. 
Третя дружина — Христина Сангушківна, донька Героніма шлюб 19 лютого 1697 року, Біла на Підляшші. Діти:
- Ян, Михайло, Францішек, Йосафат, Анна, Констанція померли малими
- Кароль Юзеф
- Казимир (†14.10.1736)
- Ігнацій — воєвода мстиславльський.